# Aeroporto di Buka
L'aeroporto di Buka (IATA:BUA; ICAO:AYBK) è un aeroporto posto nell'isola di Buka in Papua Nuova Guinea. L'aeroporto è a 1,5 km dalla città di Buka.

## Storia
L'aerodromo inizia la sua storia ne 1941 grazie alle truppe australiane. Questo primo aeroporto possedeva una sola pista rudimentale. Il 2 gennaio 1942, a causa dell'imminente sbarco dei giapponesi, viene ordinato il posizionamento di alcuni esplosi, i quali non esplosero poiché il giorno seguente vennero fatti evacuare alcuni aerei da Rabaul. Tuttavia nella metà del 1942 venne conquistato dai giapponesi, i quali, nonostante i dubbi iniziali sul potenziale dell'aerodromo, lo migliorarono con il bitume e costruirono una centrale elettrica e dei serbatoi sotterranei.
Nel 1943 gli alleati iniziarono a bombardare la base giapponese e poco dopo, nel 1944, cacciarono i giapponesi riconquistando non solo la città, ma anche la base aerea di Buka.